# Ignacio García Téllez

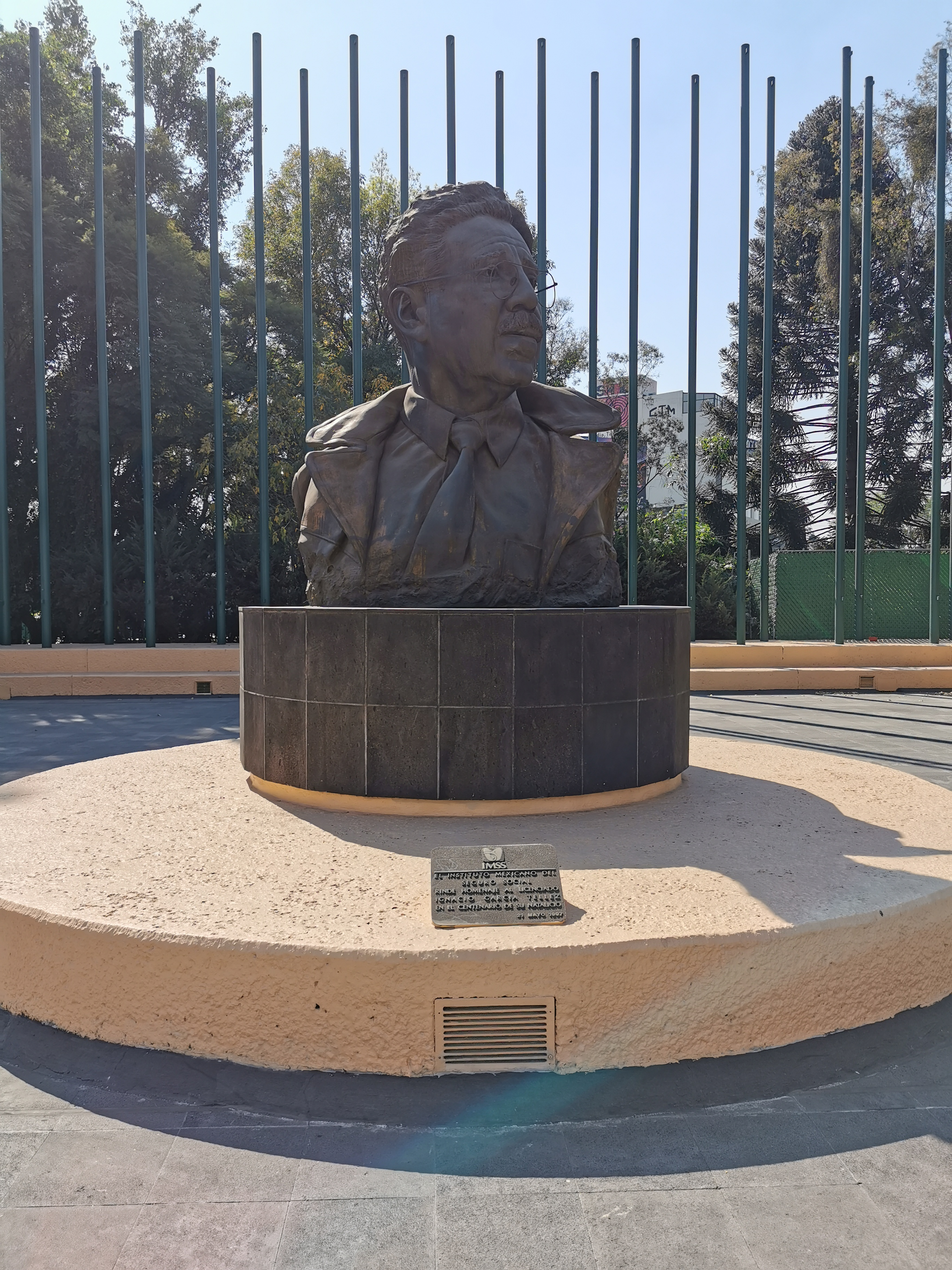
Büste von Ignacio García Téllez im Centro Médico Nacional Siglo XXI.

Ignacio García Téllez (* 21. Mai 1897 in León; † 14. November 1985 in Cuernavaca) war ein mexikanischer Politiker und Rektor der Universidad Nacional Autónoma de México (UNAM).

## Leben
García studierte Jura bis 1921 an der nationalen Schule für Rechtswissenschaften, der mexikanischen Escuela Nacional de Jurisprudencia der nationalen Universität Mexikos, der Universidad Nacional de México (später UNAM).
1923 löste er Enrique Colunga in seiner Funktion als Gouverneur von Guanajuato ab. In den Jahren von 1926 bis 1928 arbeitete er in der redaktionellen Arbeitsgruppe für das mexikanische Gesetzbuch mit. Vom 11. Juli bis 1. August und danach wieder vom 4. September 1929 bis zum 12. September 1932 war er Rektor der UNAM, und damit erster Rektor, nachdem die Universität ihren autonomen Status erhielt. Zur Zeit der expropiación petrolera, der Aera der staatlichen Enteignung der nationalen Ölindustrieunternehmen, in der Amtszeit des Präsidenten Lázaro Cárdenas del Río arbeitete er im Secretaría de Educación Pública als Bildungssekretär, er war Generalsekretär der Partido Nacional Revolucionario (PNR), Generalstaatsanwalt der Republik und Sekretär des Secretaría de Gobernación. 1941 wurde er Sekretär des Secretaría del Trabajo y Previsión Social. Am 1. Januar 1944 wurde er Direktor des Instituto Mexicano del Seguro Social (IMSS; dt.: Institut für soziale Sicherheit) und hatte dieses Amt bis zum 30. November 1946 inne.